# Diákcsemege

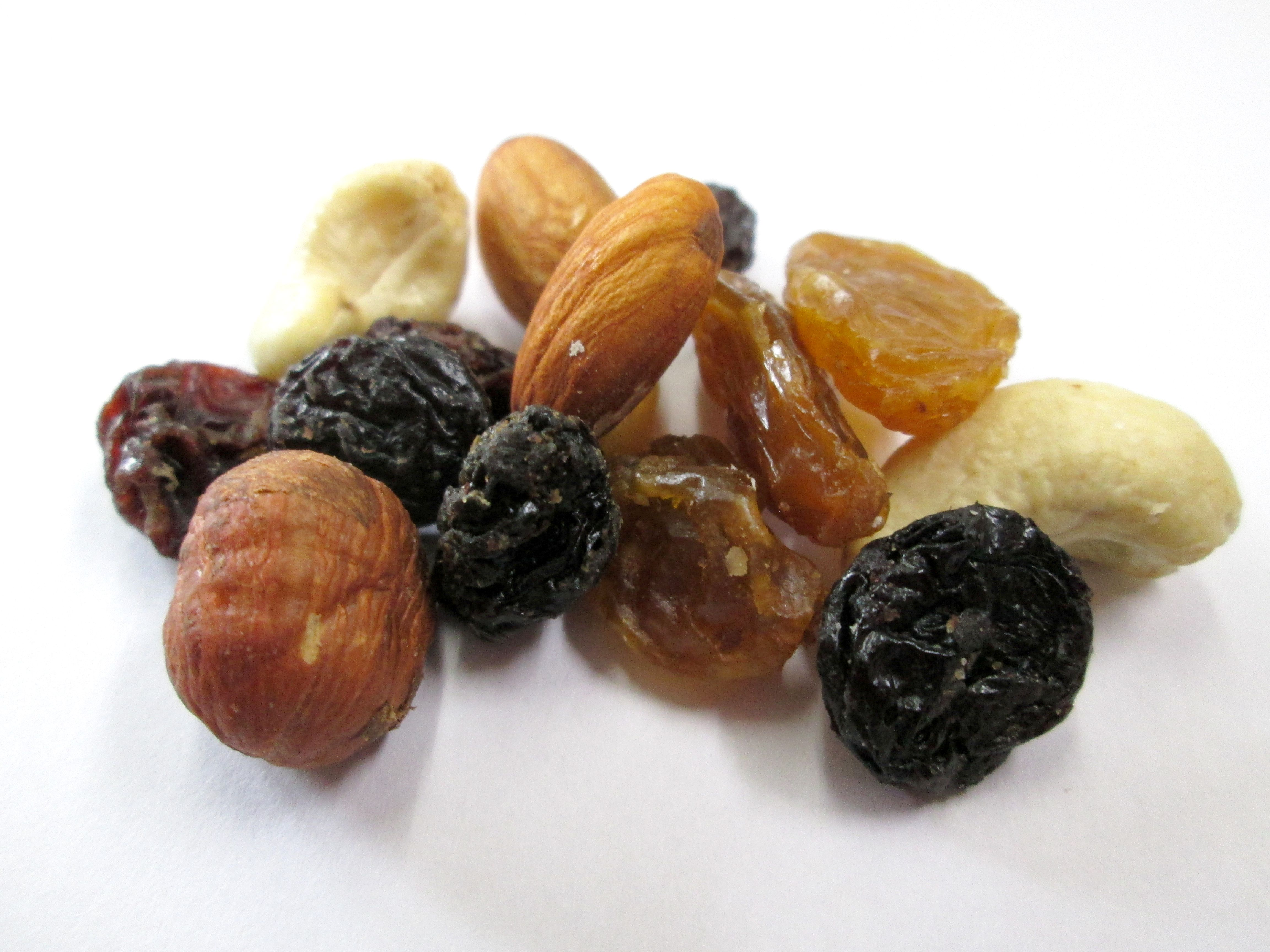

A diákcsemege, régiesen diákabrak mazsola és diófélék (jellemzően mandula és mogyoró) keveréke. Egyes változatai további összetevőket is tartalmaznak, például aszalt gyümölcsöket, csokoládédarabokat, gabonát.
A magyar diákabrak elnevezés a német Studentenfutter átvétele. Ez a szó már a 17. században ismert volt: egy 1691-ben kiadott lexikon mandula és mazsola keverékeként (amygdala cum uvis passis mixta) írja le. 1822-ben szintén mazsola és mandula elegyeként, német diákok csemegéjeként írják le (Doch ungleich bedeutender in ihren Folgen ist jene mehr beachtete Schleckerei deutscher Gymnasiasten und Burschen, welche den an sich selbst so unerheblichen Rosinen und Mandeln den Spitznamen eines Studentenfutters erworben hat). A Pál utcai fiúkban is megjelenik, mint az olasz cukrász által árult „legízletesebb keverékek egyike”.
Neve onnan ered, hogy egykoron csak a tehetős emberek – jellemzően a jómódú családokból származó diákok – engedhették meg maguknak, mivel régen a mazsola és a mandula igen drága volt.
A diákcsemegét az egészséges ételek között tartják számon, de túlzott fogyasztása nem ajánlott.